# 反诘法
在基督教中，反诘法是实践神学的一个分支，主要关注如何说服其它信仰、或没有信仰的人接受福音书中的真理，从而使他们意识到自己的罪，认识到他们需要上帝的宽恕，忏悔（即放弃罪恶的倾向），并信仰耶稣基督为救世主。
约翰 · 赫尔曼 · 巴维克（Johan Herman Bavinck，1964：221）如此解释：

"elenctic"一词来源于希腊语动词 elengchein。 在荷马时代，它的意思是“带来羞耻”。它和表示羞耻的 elengchos 这个词有关。 在后来的阿提卡希腊语中，这个词的意义经历了一定的变化，更为强调定罪、证明有罪。 它在《新约》中出现时，代表的正是这后一种意义。 它的意义完全是道德和宗教的。
基督教历史上最著名的反诘文本的例子，大约是托马斯 · 阿奎那的伟大作品《哲学大全》。

## 深入阅读
- 托马斯 · 阿奎那，《哲学大全》，英译本，有小删节。 https://web.archive.org/web/20060922115356/http://www2.nd.edu/Departments//Maritain/etext/gc.htm
- Turretin, Francis, Institutes of Elenctic Theology. 翻译：George Musgrave Giger, 编辑：James T. Dennison, Jr. (1992). ISBN 0-87552-451-60-87552-451-6